# Phycodnaviridae
Els Phycodnaviridae són una família de virus ADN bicatenaris de mida gran (160 a 560 milers de parells de bases), que infecten membres d'algues eucariotes d'aigua dolça.
Els ficodnavírids tenen forma d'icosaedre i una membrana lipídica interna i es repliquen en el citoplasma dels seus hostes. Pertanyen al grup de gran ADN (NCLDV).